# Jehai
Le jehai est une langue môn-khmer parlée en Malaisie péninsulaire, dans le nord-est de l'État de Perak et l'ouest de l'État de Kelantan. Ses locuteurs sont au nombre de 1 000 (1981, Wurm et Hattori).

## Classification
Le jehai appartient au groupe Nord des langues asliennes.